# Pfarrkirche Schweiggers

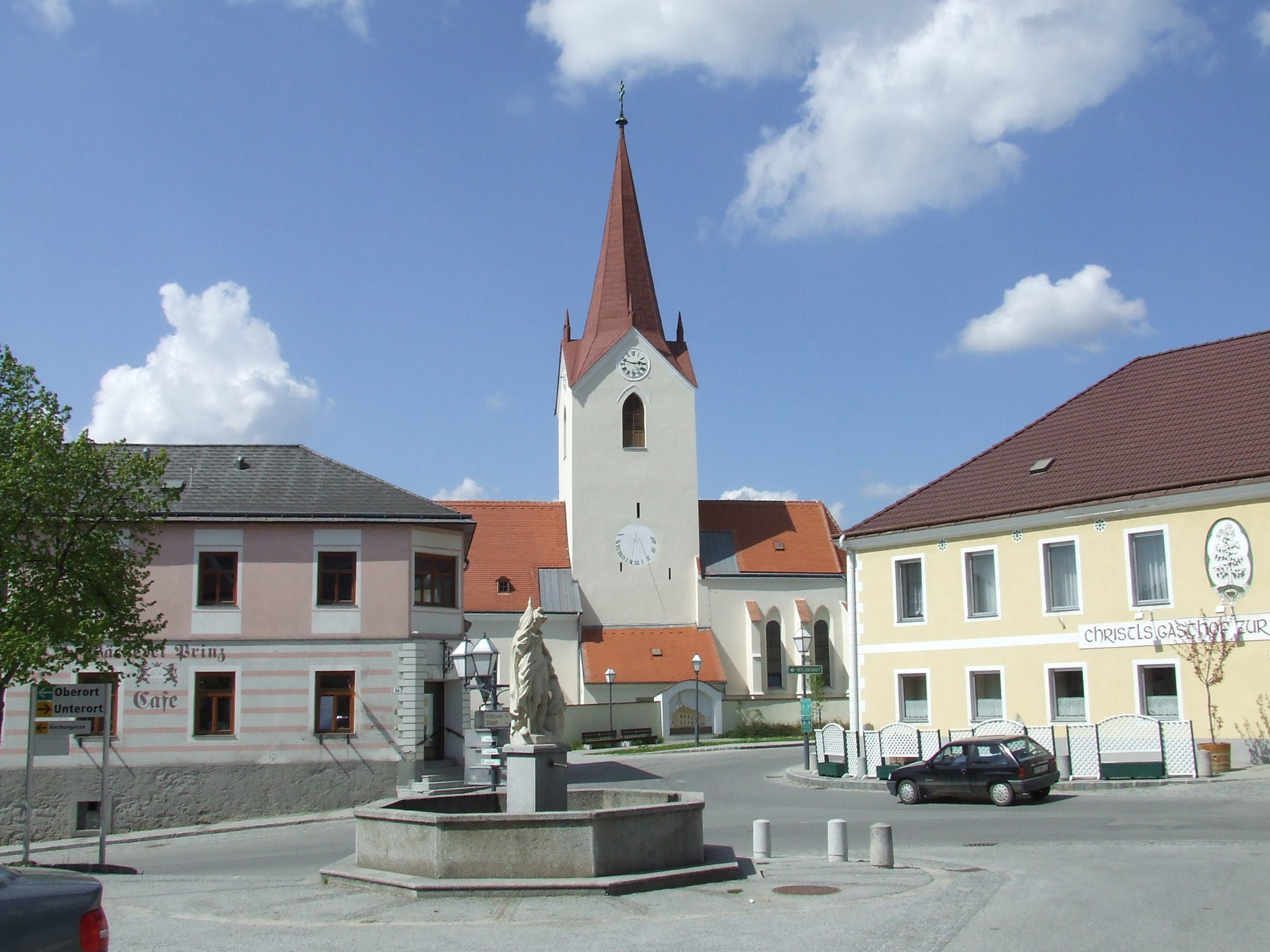
Katholische Pfarrkirche hl. Ägydius in Schweiggers

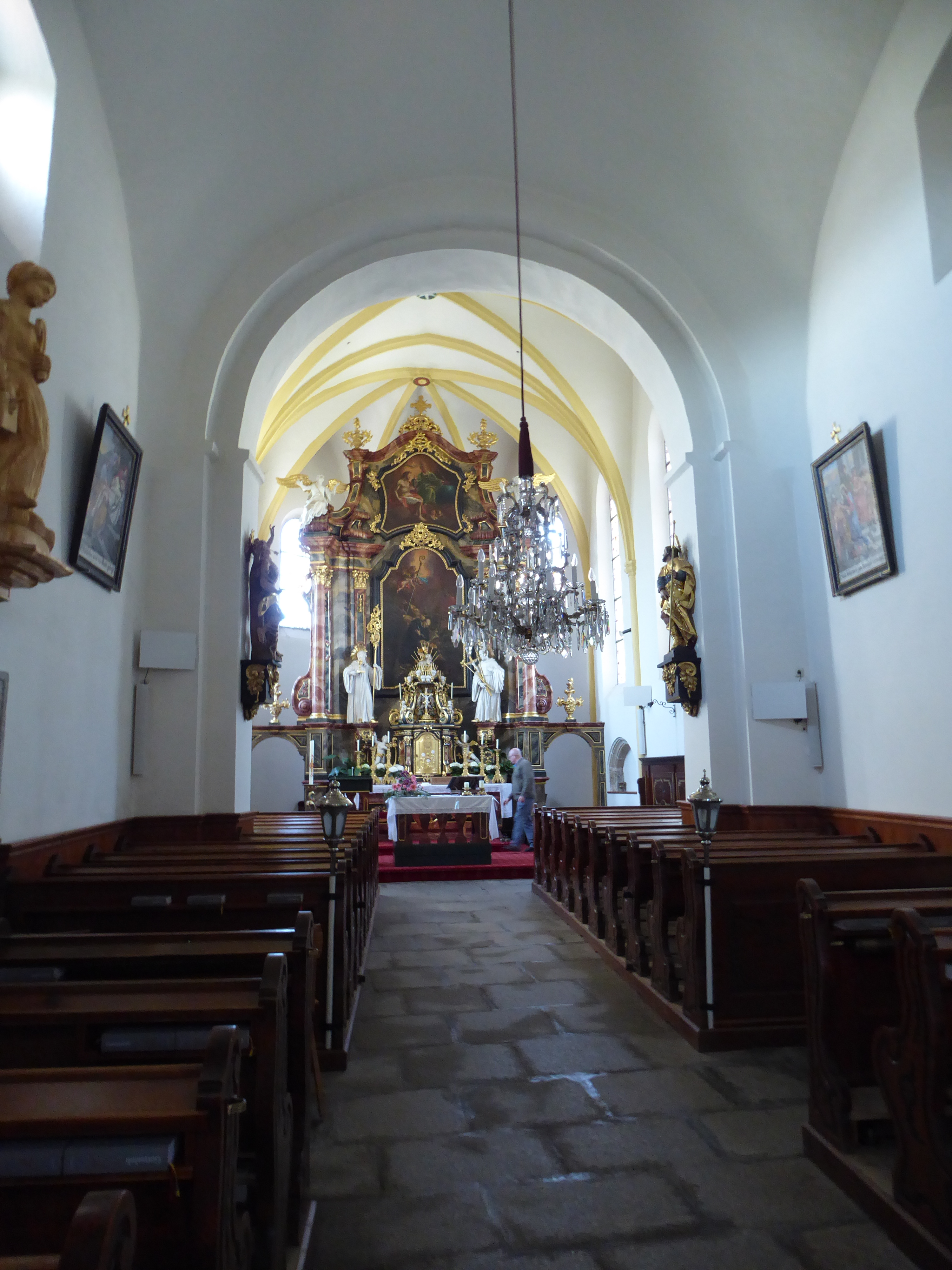
Turmquadratraum, Blick zum Chor

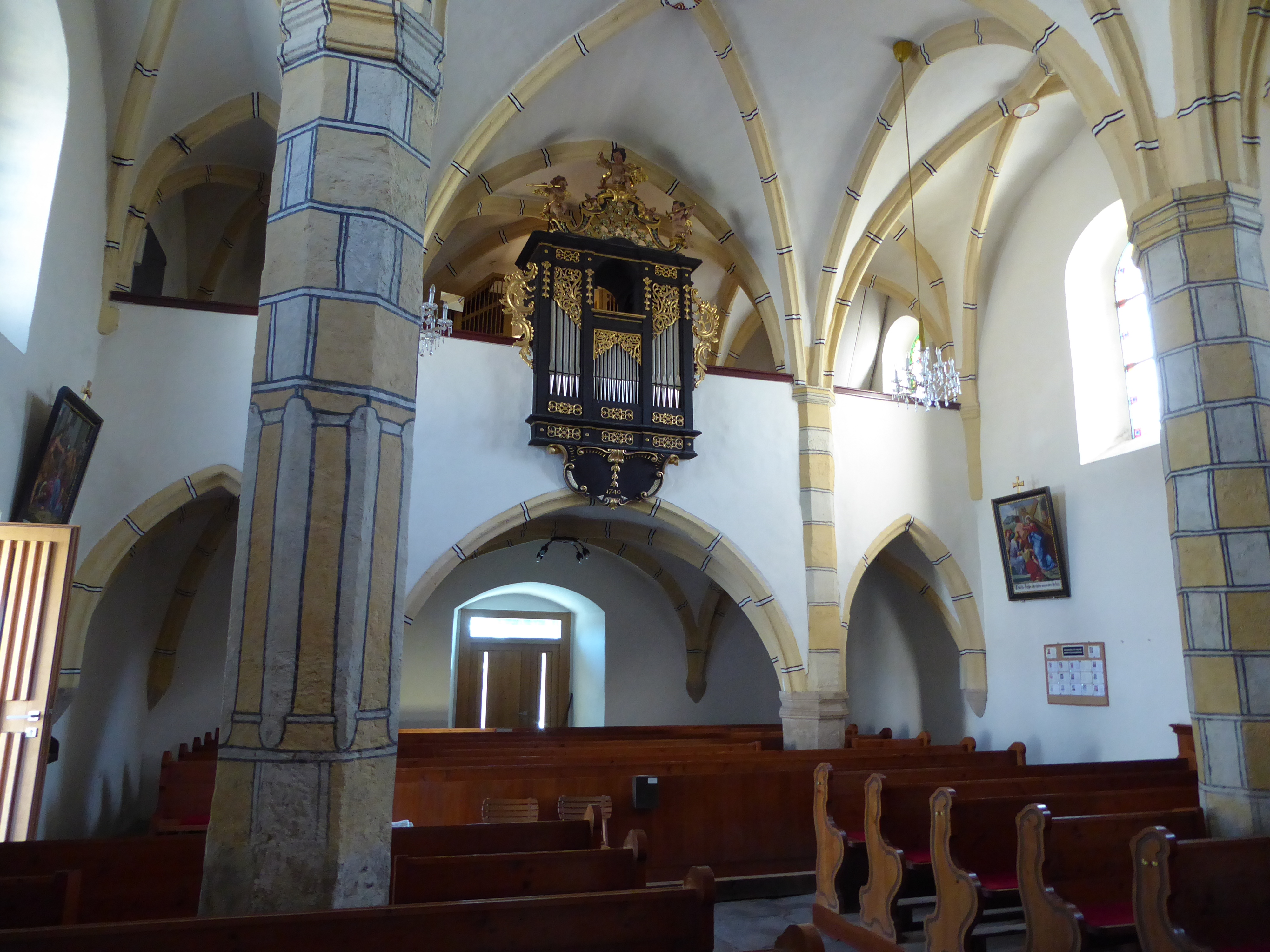
Langhaus, Blick zur Empore

Die römisch-katholische Pfarrkirche Schweiggers steht auf einer Anhöhe über der Thaya nordwestlich des Marktes der Marktgemeinde Schweiggers im Bezirk Zwettl in Niederösterreich. Die dem Patrozinium des Heiligen Ägidius unterstellte Pfarrkirche gehört zum Dekanat Zwettl in der Diözese St. Pölten. Die Kirche und der Friedhof stehen unter Denkmalschutz (Listeneintrag).

## Geschichte
Die Pfarre wurde unter Albero III. von Kuenring (1115–1182) vor 1157 gegründet, urkundlich 1197. Die Pfarre ging 1319 an das Stift Zwettl und wurde 1445 inkorporiert. Von 1568 bis ins Ende des 16. Jahrhunderts protestantisch.
Die romanische Kirche aus der Mitte des 12. Jahrhunderts wurde nach einem Brand um 1427/1429 etwa 1430 durch einen gotischen Chor erweitert und zu einer dreischiffigen Hallenkirche umgebaut. Der barocke Sakristeianbau entstand 1769. 1921 war eine Renovierung. 1967 wurde die Kirche restauriert.

## Architektur
Die spätromanische Chorturmkirche und gotisch erweiterte Kirche ist von einem Friedhof und Ummauerung umgeben.
Das Kirchenäußere zeigt ein im Kern romanisches Langhaus mit Eckstrebepfeilern und einer schlichten Westgiebelfront. Der wuchtige, ehemals romanische Ostturm wurde im zweiten Viertel des 15. Jahrhunderts wiedererrichtet, das neugotische Glockengeschoß trägt einen Giebelspitzhelm aus 1886. Der gotische Chor um 1430 mit einem polygonalen Schluss hat abgetreppte Strebepfeiler mit Wasserschlägen und ein Kaffgesims, die ehemaligen gotischen Spitzbogenfenster wurden durch Rundbogenfenster ersetzt. Stirnseitig am Chor steht ein barocker Sakristeianbau aus 1769, er ist rechteckig, lisenengegliedert, mit einem östlichen Blendgiebel und abgerundeten Ecken. Zu beiden Seiten des Turmes steht je eine niedrige Vorhalle mit Pultdach, der südliche Anbau ist im Kern aus dem 13. Jahrhundert und wohl die ehemalige Sakristei.
Das Kircheninnere zeigt ein dreischiffiges vierjochiges Langhaus, das breitere Mittelschiff und die Seitenschiffe haben Kreuzrippengewölbe auf Achtseitpfeilern bzw. halbachteckigen Wandvorlagen mit Ringkapitellen und mit runden sternförmig reliefierten Schlusssteinen. Die Quader- und Fugenmalerei entstand zwischen 1430 und 1500. Die dreischiffige Orgelempore hat eine runde Mittelöffnung und seitlich Spitzbogenöffnungen, die Empore ist kreuzrippenunterwölbt auf Konsolen.
Das Turmerdgeschoß hat ein romanisches Kreuzgratgewölbe und ist durch zwei eingezogene Rundbögen zum Langhaus und Chor geöffnet, die romanischen Formen des Bogens zum Chor lassen eine ehemalige Apsis vermuten. Der spätgotische zweijochige Chor mit einem Fünfachtelschluss hat ein Kreuzrippengewölbe auf Runddiensten. Die zweijochige Sakristei ist kreuzgratgewölbt mit schlichtem Stuckdekor.
Es gibt Wandmalerei an der Ostwand der beiden Seitenschiffe, im Norden Kreuzigung mit Maria und Johannes aus der Mitte des 14. Jahrhunderts, im Süden fünf weibliche Heilige, Maria Magdalena, Dorothea, Margarethe, Katharina und Helena um 1420, die Malerei wurde 1888 entdeckt und 1964 freigelegt und restauriert.
Die figurale Glasmalerei in ornamentalen Rahmungen aus 1921 zeigt die Heiligen Petrus, Paulus, die Evangelisten und Kirchenväter.

## Einrichtung
Der Hochaltar entstand 1770/1773 mit einem Säulen- und Pilasteraufbau mit einem geschwungenen Volutenaufsatz und Opfergangsportalen, er zeigt das Altarblatt Tod des hl. Ägydius von Martin Johann Schmidt 1770 und das Oberbild Heilige Dreifaltigkeit von Martin Johann Schmidt, er trägt die spätbarocken Seitenfiguren der Heiligen Benedikt von Nursia und Bernhard von Clairvaux, der Aufsatz trägt Engelfiguren.
Der romanische Taufstein aus der zweiten Hälfte des 12. Jahrhunderts ist ein halbkugelförmig in ein Zwölfeck übergehendes Becken auf einem Sockel mit vier stilisierten Löwen, die je einen Tier- oder Dämonenkopf in den Pranken halten.
Die Orgel an der Emporenbrüstung von 1740 beinhaltet ein Werk von Gregor Hradetzky 1975 mit 10 Registern. Zwei Glocken nennen Simon Urndorfer 1643 und 1667.